# Чемпионат России по тяжёлой атлетике 2007 (женщины)
Чемпионат России по тяжёлой атлетике 2007 года среди женщин прошёл в Сыктывкаре с 18 по 24 июня 2007 года.

### Медалисты
| Дисциплины  | Золото                                  | Золото | Серебро                               | Серебро | Бронза                               | Бронза |
| 48 кг       | 48 кг                                   | 48 кг  | 48 кг                                 | 48 кг   | 48 кг                                | 48 кг  |
| ----------- | --------------------------------------- | ------ | ------------------------------------- | ------- | ------------------------------------ | ------ |
| Рывок       | Ираида Цыварёва Санкт-Петербург         | 70 кг  | Дарья Кошкина Московская область      | 64 кг   | Светлана Хаматшина Приморский край   | 61 кг  |
| Толчок      | Ираида Цыварёва Санкт-Петербург         | 95 кг  | Светлана Хаматшина Приморский край    | 73 кг   | Дарья Кошкина Московская область     | 72 кг  |
| Сумма       | Ираида Цыварёва Санкт-Петербург         | 165 кг | Дарья Кошкина Московская область      | 136 кг  | Светлана Хаматшина Приморский край   | 134 кг |
| 53 кг       |                                         |        |                                       |         |                                      |        |
| Рывок       | Светлана Черемшанова Курганская область | 85 кг  | Марина Гужевникова Кемерово           | 75 кг   | Регина Мавлютова Уфа                 | 73 кг  |
| Толчок      | Светлана Черемшанова Курганская область | 110 кг | Марина Гужевникова Кемерово           | 95 кг   | Регина Мавлютова Уфа                 | 85 кг  |
| Сумма       | Светлана Черемшанова Курганская область | 195 кг | Марина Гужевникова Кемерово           | 170 кг  | Регина Мавлютова Уфа                 | 158 кг |
| 58 кг       |                                         |        |                                       |         |                                      |        |
| Рывок       | Елена Биршкис Новосибирск               | 90 кг  | Елена Лябина Москва                   | 85 кг   | Виктория Достовалова Чита            | 81 кг  |
| Толчок      | Елена Биршкис Новосибирск               | 112 кг | Виктория Достовалова Чита             | 109 кг  | Елена Лябина Москва                  | 108 кг |
| Сумма       | Елена Биршкис Новосибирск               | 202 кг | Елена Лябина Москва                   | 193 кг  | Виктория Достовалова Чита            | 190 кг |
| 63 кг       |                                         |        |                                       |         |                                      |        |
| Рывок       | Светлана Царукаева Москва               | 114 кг | Таисья Антонова ЯНАО                  | 107 кг  | Виктория Минкина Брянск              | 92 кг  |
| Толчок      | Светлана Царукаева Москва               | 137 кг | Таисья Антонова ЯНАО                  | 127 кг  | Виктория Минкина Брянск              | 113 кг |
| Сумма       | Светлана Царукаева Москва               | 251 кг | Таисья Антонова ЯНАО                  | 234 кг  | Виктория Минкина Брянск              | 205 кг |
| 69 кг       |                                         |        |                                       |         |                                      |        |
| Рывок       | Елена Сухова Таганрог                   | 99 кг  | Людмила Анина Москва                  | 97 кг   | Ольга Глаз Санкт-Петербург           | 95 кг  |
| Толчок      | Ольга Глаз Санкт-Петербург              | 125 кг | Елена Сухова Таганрог                 | 120 кг  | Людмила Анина Москва                 | 118 кг |
| Сумма       | Ольга Глаз Санкт-Петербург              | 220 кг | Елена Сухова Таганрог                 | 219 кг  | Людмила Анина Москва                 | 215 кг |
| 75 кг       |                                         |        |                                       |         |                                      |        |
| Рывок       | Надежда Евстюхина Москва                | 128 кг | Екатерина Жуковская Красноярский край | 112 кг  | Татьяна Семёнова Кемеровская область | 103 кг |
| Толчок      | Надежда Евстюхина Москва                | 159 кг | Екатерина Жуковская Красноярский край | 140 кг  | Татьяна Семёнова Кемеровская область | 122 кг |
| Сумма       | Надежда Евстюхина Москва                | 287 кг | Екатерина Жуковская Красноярский край | 252 кг  | Татьяна Семёнова Кемеровская область | 225 кг |
| свыше 75 кг |                                         |        |                                       |         |                                      |        |
| Рывок       | Юлия Муратова Ростовская область        | 117 кг | Алла Важенина Курганская область      | 115 кг  | Виктория Семёнова Красноярский край  | 107 кг |
| Толчок      | Виктория Семёнова Красноярский край     | 145 кг | Алла Важенина Курганская область      | 144 кг  | Юлия Муратова Ростовская область     | 135 кг |
| Сумма       | Алла Важенина Курганская область        | 259 кг | Юлия Муратова Ростовская область      | 255 кг  | Виктория Семёнова Красноярский край  | 252 кг |

## Командное первенство
1. Москва — 176 очков;
2. Ростовская область — 114;
3. Кемеровская область — 114.